# Sân vận động FFB
Sân vận động FFB (tiếng Anh: FFB Stadium) là một sân vận động bóng đá ở Belmopan, Belize. Sân có sức chứa 5.000 khán giả.
Đây là sân nhà của đội tuyển bóng đá quốc gia Belize, và cũng được sử dụng bởi câu lạc bộ Giải bóng đá ngoại hạng Belize Police United.
Từ tháng 4 đến tháng 7 năm 2014, sân vận động FFB đã nhận được sự hỗ trợ nâng cấp để đáp ứng các tiêu chuẩn của CONCACAF để tổ chức các trận đấu quốc tế và câu lạc bộ. Những nâng cấp này bao gồm lắp đặt đèn sân vận động 1100 - 1600 lux, một lĩnh vực được chứng nhận FIFA với các chất tẩy trắng và thiết bị vệ sinh được chứng nhận với tủ khóa, cũng như cải tiến hoàn toàn các cơ sở vật chất hiện có. Những nâng cấp này có thể thực hiện được nhờ sự đóng góp 2 triệu đô la của FIFA. Tuy nhiên, vào tháng 8 năm 2014, CONCACAF đã phán quyết rằng sân vận động không đáp ứng các tiêu chuẩn để tổ chức các trận đấu trong CONCACAF Champions League 2014-15.